# Potshausen
Potshausen is een dorp in de Duitse deelstaat Nedersaksen. Het ligt in de gemeente Ostrhauderfehn in de Landkreis Leer. Potshausen heeft een lange geschiedenis. De huidige dorpskerk stamt weliswaar pas uit het begin van de negentiende eeuw, maar heeft meerdere voorgangers gehad. De eerste kerk werd in 1409 geplunderd en grotendeels vernietigd door de hoofdeling Focko Ukena bij zijn poging om geheel Oost-Friesland te onderwerpen.
- Gemeinsame Normdatei: 4299799-9
- Library of Congress Control Number: n2004045916
- Nationale Bibliotheek van Israël: 987007475832205171
- Virtual International Authority File: 129209149